# Ла Калера
Ла Калера (на испански: La Calera) е град в централната част на Чили, регион Валпараисо. Ла Калера е административен център на едноименната община. Основан е през 1844 г. Площта на града е 16,8 км2, а на едноименната община - 60,5 км2. Към 2012 г. населението на града е 47.836, а на общината – 50.221 души.

## География
Ла Калера се намира на 118 км северозападно от столицата на Чили Сантяго и 66 км североизточно от Валпараисо, столицата на регион Валпараисо. Разположен е в долината на река Аконкагуа в Крайбрежните Кордилери. Непосредствено на югозапад от Ла Калера се намира град Ла Крус, а след него - Кийота, с които образува конурбация.

## История
От 1628 г. до изгонването им през 1767 г. земята, на която днес се намира Ла Калера, е собственост на йезуитите. През 1842 г. земята е закупена от боливийския гражданин Илдефонсо Уичи, който започва да я индустриализира. Две години по-късно на мястото се появява град, първоначално състоящ се от къщите на работниците във фабриките. Името Ла Калера идва от испанската дума cal - негасена вар, която се получава от варовика, добиван в хълмовете южно от града.

## Население
По-голямата част от населението на Кийота е съставено от наследници на испанските преселници и метиси (общо около 90%), а сред другите народности най-големи са групите на палестинците, италианците и французите.

## Икономика
Най-големият работодател в Ла Калера е фабриката за цимент, която е най-голямата и най-старата в Южна Америка. В последните години стратегическото местоположение на града привлича множество фирми в сферата на услугите. Там са и най-големите борси за плодове и зеленчуци и добитък. Освен това има плантации от авокадо и черимоя.

## Транспорт
Източно от Ла Калера се пресичат два главни пътя – Рута Ч-60, свързващ Валпараисо на Тихия океан и Лос Либертадорес на границата с Аржентина и Рута Ч-5, който свързва Арика и границата с Перу с Пуерто Монт, минавайки през Сантяго. До Валпараисо може да се стигне и посредством и системата Бус+Метро, която обединява автобусна линия до Лимаче и метрото на Валпараисо, чиято последна спирка също е в Лимаче. Има планове линията да метрото да се удължи до Ла Калера.

## Спорт
Представител на града в професионалния футбол е Унион Ла Калера, основан на 26 януари 1954 г. Най-големият успех на тима са двете шампионски титли във втора дивизия.